# Стиллавин, Сергей Валерьевич
Серге́й Вале́рьевич Стилла́вин (до 1993 года — Михайлов; 17 марта 1973 года, Ленинград) — российский теле- и радиоведущий. Участник радиодуэта совместно с Геннадием Бачинским на петербургских и московских радиостанциях. Лауреат Премии Попова и премий «Радиомания». Фамилия Стиллавин является творческим псевдонимом, настоящая фамилия — Михайлов.

## Биография
Родился 17 марта 1973 года в Ленинграде (ныне Санкт-Петербург).
В детстве читал журнал «Наука и жизнь» и увлекался кино — ходил в киношколу. В 11 лет дед подарил ему кинокамеру. С 12 лет регулярно писал в журнал «Юный техник», пытаясь заинтересовать редакцию своими изобретениями — дизайнерскими разработками для автомобилей, — но «Юный техник» отвечал стандартно: «Не даёт, Серёжа, твоё предложение конкретного эффекта!». Переписка с журналом прекратилась в 1989 году.
После 8 класса попал в математическую школу, но математику ненавидел, поскольку не понимал. Через год вернулся в общеобразовательную школу. Поступил на филологический факультет ЛГУ, который так и не смог окончить.
В 1993 году устроился в редакцию газеты «Славянский базар», где, по собственному заявлению, «один писал треть номера». После закрытия газеты месяц работал в магазине продавцом, а потом поступил в редакцию газету «Недвижимость Петербурга».
В 1995 году начал делать передачу про недвижимость для петербургской радиостанции «Модерн», потом — информационные программы. В том же году знакомится с Геннадием Бачинским.
В 1996 году на «Модерне» впервые появился дуэт Сергея Стиллавина и Геннадия Бачинского — программа «Два в одном». Прорыв этого творческого тандема пришёлся на 1998 год, когда партнёры написали свою первую «Субтитру» — «Чисто позвонил сказать, что я люблю тебя» (оригинал: песня Стиви Уандера I Just Called To Say I Love You). В августе 1999 года состоялись первые гастроли в Омске. Осенью 2000 года был выпущен диск с песнями.
В 2001—2002 году — после продажи радио «Модерн» Стиллавин и Бачинский переезжают в Москву и работают на «Русском радио».
В 2002—2007 — дуэт работает на радио «Максимум», ведёт утреннюю программу «Два в одном».
Также в дуэте с Геннадием Бачинским они вели многие телешоу, среди которых «Правила съёма», «Голые стены» на канале ТНТ и «Шоу Бачинского и Стиллавина» на канале MTV. Дуэт существовал до 12 января 2008 года, когда Геннадий Бачинский погиб в автокатастрофе.
В 2007 год — работают комментаторами в программах «Стенка на стенку» и «Король ринга» на Первом канале.
В 2007—2008 годы — работают на радио «Маяк».
В 2008 год — Сергей ведёт программу «Золотая утка» на телеканале НТВ.
В 2008—2012 — вместе с Викторией Колосовой, Владимиром Пастуховым, Рустамом Вахидовым и DJ Vitus вёл утреннее шоу «Сергей Стиллавин и его друзья» на радио «Маяк», которое выходило по будням с 7:00 до 11:00 по московскому времени. 3 февраля 2012 года вышел последний эфир проекта.
- 2012 год — Сергей Стиллавин, Алексей Весёлкин, Виктория Колосова, Рустам Вахидов и Владислав Викторов (он же DJ Vitus) ведут новое утреннее шоу «Программа П», которое выходит по будням с 7:00 до 11:00. Проект стартовал 6 февраля 2012 года и был закрыт в октябре 2012 года:

Федеральная служба по надзору в сфере связи, информационных технологий и массовых коммуникаций квалифицировала оскорбительные высказывания ведущих радиостанции «Маяк» о больных муковисцидозом детях как нарушение закона о СМИ и направила соответствующее письмо в адрес радиостанции.
В частности, реплики ведущих ток-шоу квалифицированы как действия, нарушающие требования статьи 49 Закона «О средствах массовой информации», которая обязывает журналиста при осуществлении профессиональной деятельности уважать права, законные интересы, честь и достоинство граждан, говорится в сообщении ведомства.
Ранее руководство радиостанции и сами ведущие извинились за оскорбительные комментарии в эфире от 4 октября. Программа «Болячки» была снята с эфира «Маяка», а ведущие Виктория Колосова и Алексей Весёлкин уволены.
— Официальный сайт радиостанции «Маяк»
С января 2012 года вместе с Рустамом Вахидовым и Владимиром Пастуховым (первый сезон) ведущий передачи «Большой тест-драйв» на телеканале Россия 2.
2013 год — вместе с Рустамом Вахидовым и DJ Vitus’ом (Владиславом Викторовым) ведёт «Шоу имени Шопенгауэра» на радиостанции «Маяк» с 7:00 до 11:00. Позже к ним примкнул Тим Керби. Затем в 2014 шоу переименовано в «Сергей Стиллавин и его друзья».
Сейчас ведёт утреннее шоу "СТИЛЛАВИН TODAY" которое снова стало называться Сергей Стиллавин и его друзья на радио "Маяк" с 7 до 11 утра по Московскому времени. Одноименное название "СТИЛЛАВИН TODAY" сохранил телеграм-канал Сергея.

## Участие в других проектах

### Творчество
- 2010 — Создание канала на YouTube «Большой тест-драйв», где приведены видеообзоры многих популярных автомобилей на рынке. На июль 2019 года количество подписчиков достигло 1 миллиона 25 тысяч человек[4]. Соавтором видео является коллега Сергея по радио Рустам Вахидов.

### Фильмография
- 2005 год — «Это всё цветочки» — эпизодическая роль.
- 2007 год — «Любовь — не шоу-бизнес» (сериал).
- 2008 год — «Трасса М-8» — эпизодическая роль.
- 2013 год — «Убийцы в кимоно 4» — (двойная роль) убийца в кимоно, киборг-убийца.

## Дубляж и озвучивание
- 2007 — Всем хана! (2005)
- 2005 — Роботы — Родни Нержавейкин[5]
- 2005 — Вокруг света за 80 дней (1972—1973) — Паспарту (дубляж студии «Нота» для телеканала ТНТ)[6]
- 2007 — 101 далматинец (1961) — Хорас (дубляж студии «Невафильм»)[7]
- 2009 — «Рок-волна» — Дэйв (Ник Фрост) любвеобильный и саркастический диджей, от которого все без ума.
- 2018 — «Человек-паук: Через вселенные» — Свин-паук

## Участие в телепроектах
- 4 раза участвовал в телеигре «Сто к одному» с Александром Гуревичем:
  - первый раз выступал в выпуске 23 декабря 2007 года, команда «Радио Маяк»: Екатерина Гордон, Антон Комолов, Ольга Шелест и Геннадий Бачинский
  - второй раз выступал в выпуске 15 февраля 2009 года, команда «Радио Маяк»: Виктория Колосова, Дмитрий Глуховский, Даша Субботина, Виктор Травин
  - третий раз выступал в выпуске 29 мая 2010 года, команда «Лица радио»: Антон Комолов, Ольга Шелест, Рита Митрофанова и Вадим Тихомиров
  - четвёртый раз выступал в выпуске 11 декабря 2011 года, «Маяк»: Алексей Весёлкин, Мария Баченина, Вера Кузьмина и Рустам Вахидов

## Награды
- 2000 — Лауреат  Премии Попова в номинации «Развлекательная программа» за утреннее шоу «Два в одном», совместно с Геннадием Бачинским (радио «Модерн», Санкт-Петербург).
- 2004 — Премия «Радиомания» в номинации «Приз слушательских симпатий», совместно с Геннадием Бачинским (радио «Максимум», Москва).
- 2007 — Премия «Радиомания» в номинации «Лучшее утреннее шоу», совместно с Геннадием Бачинским (радио «Максимум», Москва).
- 2008 — Премия «Радиомания» в номинации «Лучшие ведущие программы, шоу», совместно с Геннадием Бачинским (радио «Маяк», Москва).
- 2010 — Шоу «Народный продюсер» в программе «Сергей Стиллавин и его друзья» на радиостанции «Маяк», награждено премией «Радиомания 2010» в категории «Лучшая развлекательная программа/шоу».[источник не указан 1574 дня]
- 2016 — победитель всероссийского фестиваля прессы «МЕДИА-АС — 2016» в номинации лучшая радиопрограмма (совместно с Рустамом Вахидовым).[источник не указан 1574 дня]

## Псевдоним
Фамилия «Стиллавин» — творческий псевдоним. Псевдоним происходит от англ. still loving (до сих пор влюблён). В интервью газете «7 дней» Сергей рассказал, что однажды он отправлял любимой девушке телеграмму, латинские буквы в телеграммах не принимались, и он написал «…стиллавин сергей». Девушка подписи в телеграмме не поняла. Позднее Сергей писал для криминального отдела одной из газет, где ему предложили выбрать псевдоним «в целях безопасности».

## Санкции
В 2022 году поддержал нападение России на Украину. 7 января 2023 года внесён в санкционный список Украины за поддержку вторжения и так как «распространяет классические тезисы российской пропаганды: отрицает российскую пропаганду, отрицает зверства россиян на Украине, пишет о биолабораториях США, зависимости Европы от российской нефти, неадекватности украинских беженцев».